# Sitio de Vicksburg
El sitio de Vicksburg (25 de mayo de 1863-4 de julio de 1863) fue la última acción militar de la llamada campaña de Vicksburg durante la guerra civil estadounidense.

## Antecedentes
Luego de una serie de exitosas maniobras y batallas, que ocurrieron a partir del 29 de abril de 1863, el mayor general de la Unión Ulysses S. Grant logró cruzar el río Misisipi y obligar al ejército confederado del general John C. Pemberton a situarse en posiciones defensivas en torno a la ciudad fortificada de Vicksburg que habían sido fortalecidas, cuando se vaticinaba el asedio. 
Se veía a la ciudad de Vicksburg como esencial para mantener unida a la Confederación. Por ello la Confederación la convirtió en una fortaleza inexpugnable. Esas fortificaciones estaban compuestas de baterías de artillería a orillas del río y un anillo de fuertes con más de 170 cañones, También la topografía era ventajosa para la defensa de la ciudad. Finalmente la ciudad estaba a 60 metros de altura, lo que facilitaba aún más la defensa del lugar.

## El sitio
Tras dos asaltos frontales infructuosos, que ocurrieron el 19 y el 22 de mayo y que fueron rechazados con severas pérdidas para la Unión, Grant decidió sitiar a la ciudad desde el 25 de mayo teniendo una muy gran superoridad numérica en relación con los defensores. Para entonces había despejado su retaguardia con la derrota de Johnston en Jackson y, con la llegada de nuevo hasta el río, Grant había abierto una vía de suministros capaz de aprovisionar suficientemente a sus tropas para un asedio eficaz de la ciudad de Vicksburg.  
Durante el asedio, muchos residentes de Vicksburg vivían en cuevas para protegerse de los bombardeos constantes de la Unión contra la ciudad proveniente tanto por la artillería terrestre como por la artillería naval de la flota de la Unión, que bombardeaba desde el Misisipi. En ese asedio ellos fueron gradualmente reducidos a comer caballos y mulas, y luego perros, gatos y ratas. La situación para los defensores de la ciudad también empeoró gradualmente de la misma manera. Adicionalmente los soldados estaban siendo mermados por enfermedades causadas por la falta de comida.  
Mientras tanto, los hombres de Ulysses S. Grant cavaron sistemáticamente trincheras para fortalecer y estrechar el asedio. Adicionalmente recibió refuerzos de otros lugares  para tapar cualquier posibilidad de romper el asedio. Gracias a ello otros intentos menores de los Confederados de actuar contra el asedio también fracasaron. El general Grant también desarrolló planes complejos para reventar las defensas de Vicksburg con detonaciones subterráneas para luego atacarlas con sus tropas, por si el asedio se prolongase indefinidamente. 
Esos planes más tarde resultaron ser innecesarios. Sin posibilidad de recibir refuerzos y con los alimentos y suministros casi acabados, el general Pemberton finalmente decidió rendirse el 4 de julio de 1863 junto con su ejército a Grant. Esa victoria causó también la posterior rendición de Port Hudson cinco días más tarde más hacia el sur, con lo que el ejército federal logró obtener el control del río Misisipi en su totalidad. Eso llevó a la división del territorio de la Confederación en dos partes.

## Consecuencias

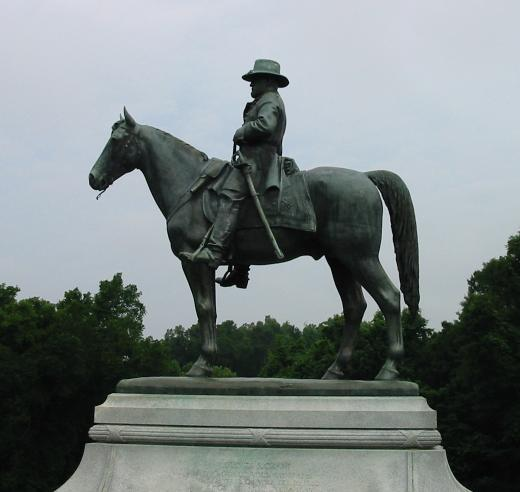
Estatua del general Grant en el parque nacional de Vicksburg

Texas, Arkansas y Luisiana quedaron aislados del resto de la Confederación y el quebranto supuso también para la Confederación la pérdida de los recursos ganaderos y agrícolas de los dos primeros. Adicionalmente la victoria en Vicksburg y la victoria en Gettysburg el día anterior marcaron el principio del fin de la guerra civil, mientras que Grant con su victoria incrementó su fama, lo que le convirtió más tarde en comandante en jefe de las tropas de la Unión durante esa contienda.
La derrota causó también que el 4 de julio no se celebrase en Vicksburg de nuevo durante 81 años.